# Ozubnicová dráha

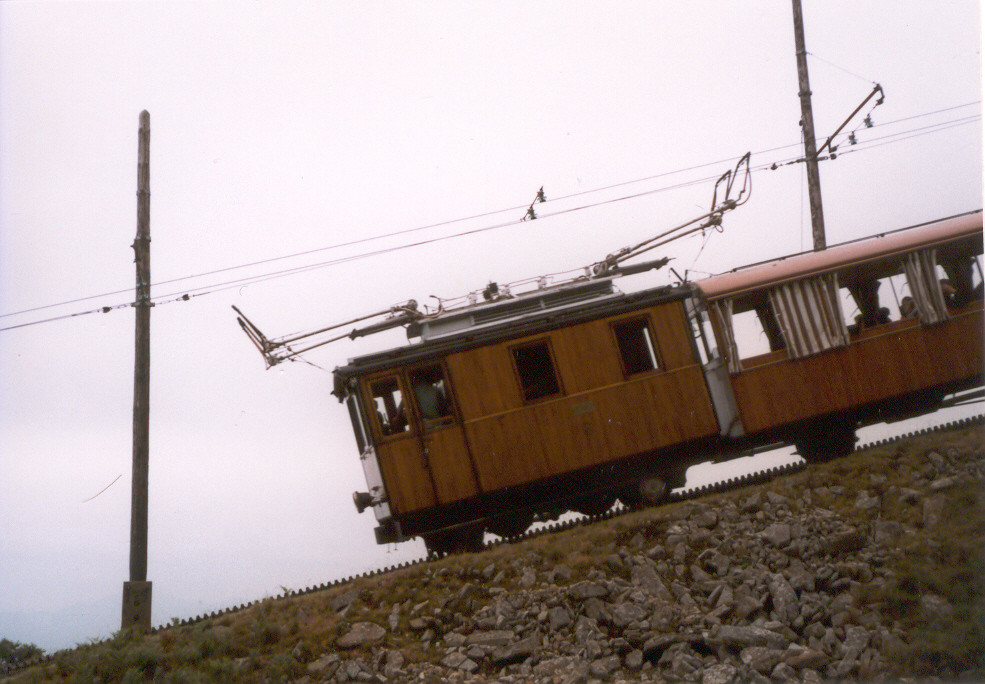
Ozubnicová dráha na vrchol La Rhune na západním konci Pyrenejí. Z obrázku je dobře patrná elektrifikace třífázovou soustavou a příkrý sklon trati.

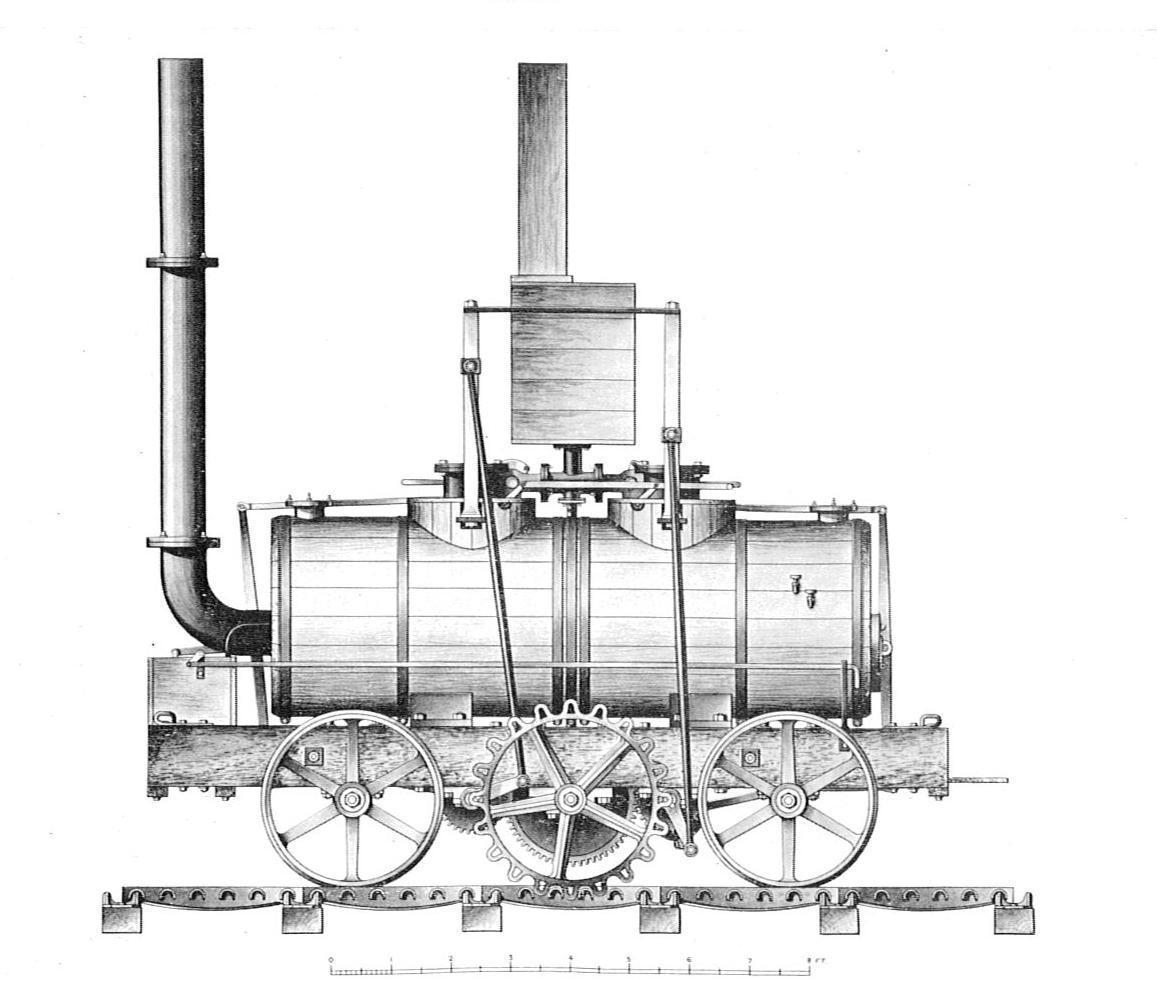
Blenkinsopova ozubnicová lokomotiva s hřebenem umístěným netypicky vně koleje

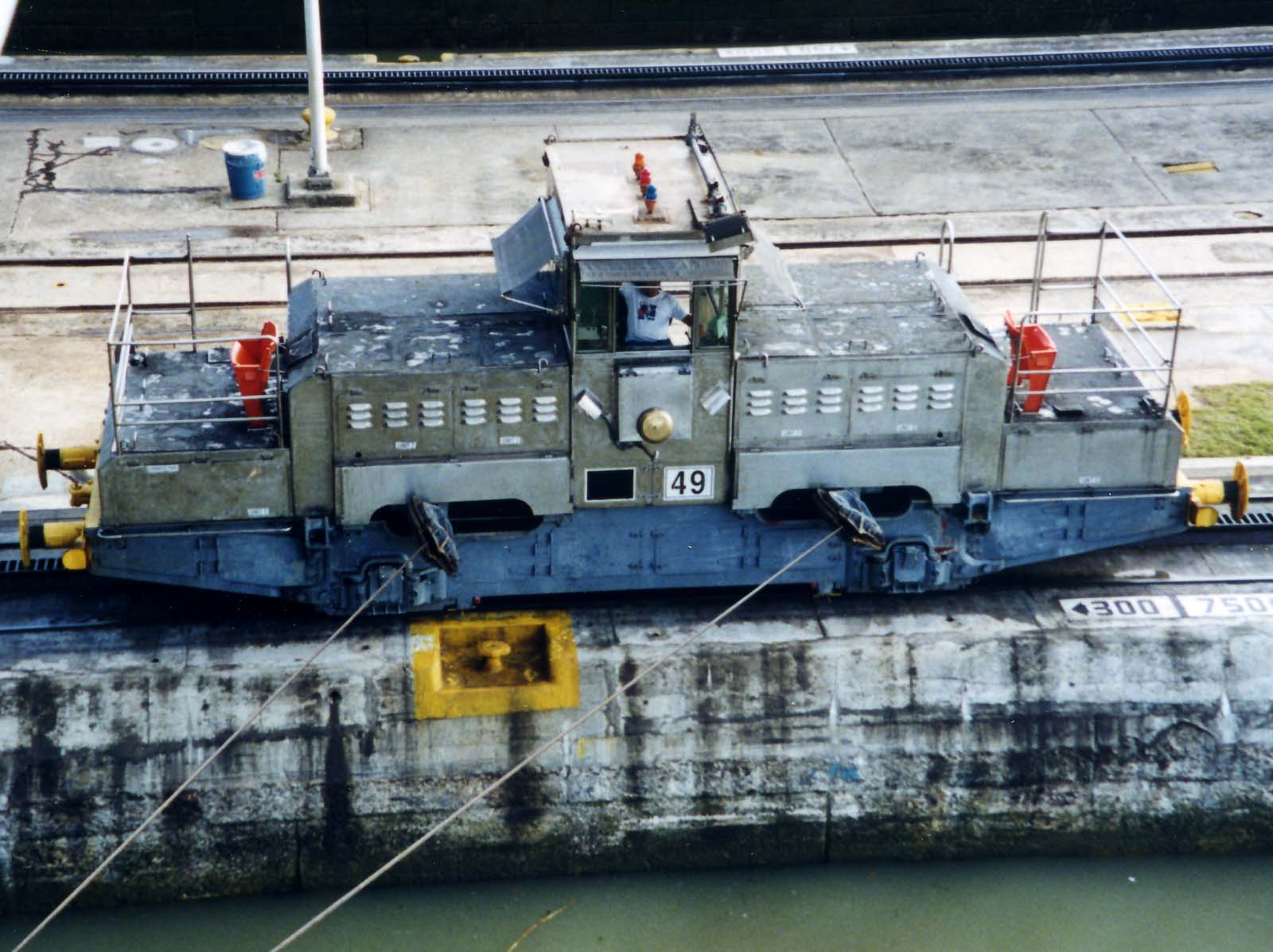
Využití ozubnice na Panamském průplavu, kde nestačí běžná adheze

Ozubnicová dráha (slangově zubačka) je železnice, která využívá k přenosu veškeré tažné síly nebo alespoň její části ozubená kola zabírající do ozubeného hřebene upevněného v ose koleje. První ozubnicová dráha byla postavena v USA roku 1858 a vedla na Mount Washington.

## Přenos tažné síly
Přenos tažné síly pomocí ozubení je znám od prvopočátku konstrukce lokomotiv. První funkční lokomotivu pro ozubnici navrhl John Blenkinsop r. 1812 pro doly v Middletonu. Důvodem nebylo příkré stoupání tratě, ale pouhá nedůvěra v možnost zajištění potřebné tažné síly lokomotivy pouze adhezí. Obdobný důvod využití ozubnice je i na Panamském průplavu.
Volba způsobu přenosu tažných, eventuálně brzdících sil je závislá na profilu tratě. Je-li celá trať ve velkém sklonu, bývá řešena jako ozubnicová v celé délce a vozidla nemusejí mít adhezní pohon. Smíšený přenos tažné síly (ozubnice i adheze) se používá spíše na tratích, kde je ozubnice osazena jen pro překonání úseků s velkým stoupáním / klesáním. Ozubnice se používá i v případech, kdy není sklon tratě významný, ale adhezní síla přenášená dvojkolím není dostačující k přenosu tažné síly, viz Panamský průplav (tažení lodi v plavebním kanálu).
- Hnací vozidla pro dráhu, kde se používá hřeben v celé délce trati, mohou mít čistě ozubnicový pohon. V tomto případě jsou všechna dvojkolí běžná a ozubený hřeben nesmí být přerušený (např. zubačka Štrba – Štrbské Pleso ve Vysokých Tatrách).
- Hnací vozidla na tratích, kde se používá hřeben pouze pro překonání velkých sklonů, mají pohon smíšený. Kromě ozubnice mají i hnací dvojkolí a ozubený hřeben nemusí být osazen v úsecích, kde k přenosu tažné síly postačuje adheze (např. dráha Tanvald–Kořenov).

Oba systémy mají své výhody i nevýhody – první zjednodušuje vozidla, druhý trať (není například třeba budovat náročné ozubnicové výhybky, není třeba budovat ozubnici na všech kolejích a v celé délce trati).

## Druhy ozubnic

Princip ozubeného kola a ozubeného hřebene

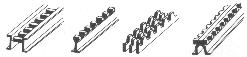
Ozubnicové systémy: Riggenbach, Strub, Abt, Locher

Během vývoje železnic se vyvinulo a rozšířilo několik ozubnicových systémů:

### Riggenbachova ozubnice
Riggenbachovu ozubnici tvoří dva U profily, mezi které jsou namontovány jednotlivé zuby. Švýcarský konstruktér Niklaus Riggenbach tuto ozubnici vytvořil roku 1866, současně nezávisle použil velmi podobný systém Sylvester Marsh v Americe, kde je znám jako systém Marsh. Pokud má Riggenbachova a Strubova ozubnice stejný modul ozubení, je možno tyto ozubnice kombinovat. Toho se využívá při řešení výhybek.

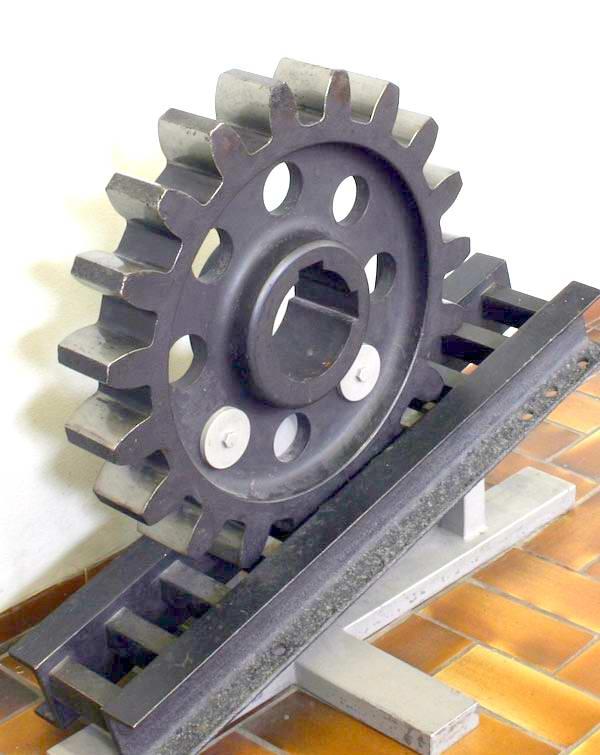
System Riggenbach
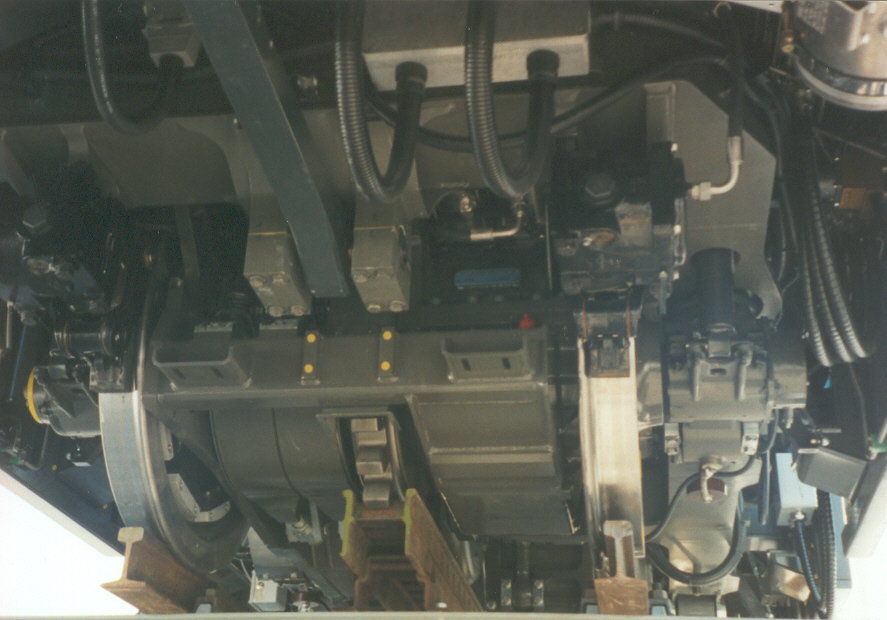
Podvozek ozubnicové elektrické jednotky pro dráhu na Zugspitze. Ozubnice Riggenbachova
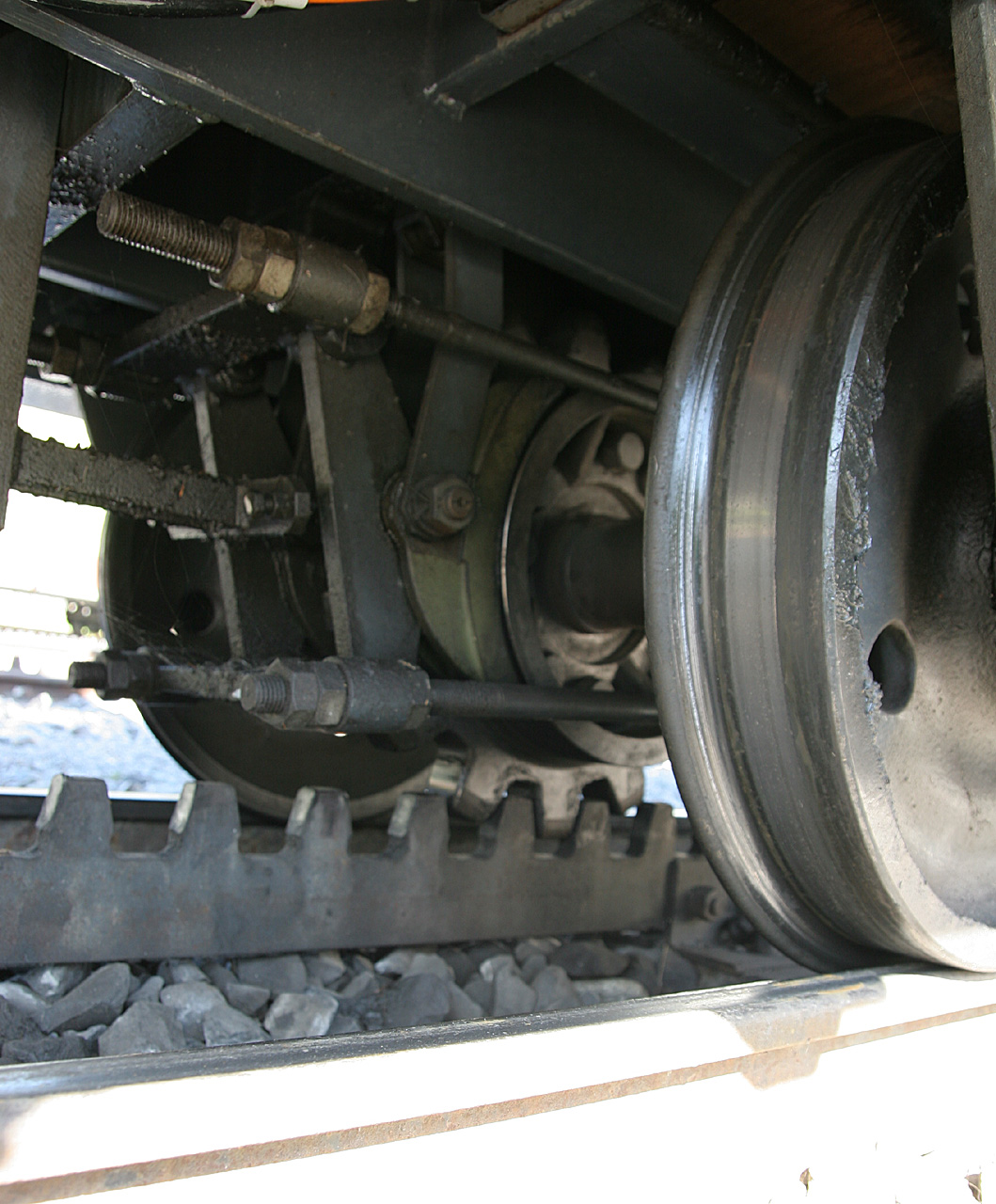
Detail záběru kola pro Riggenbachovu ozubnici do Abtova hřebenu
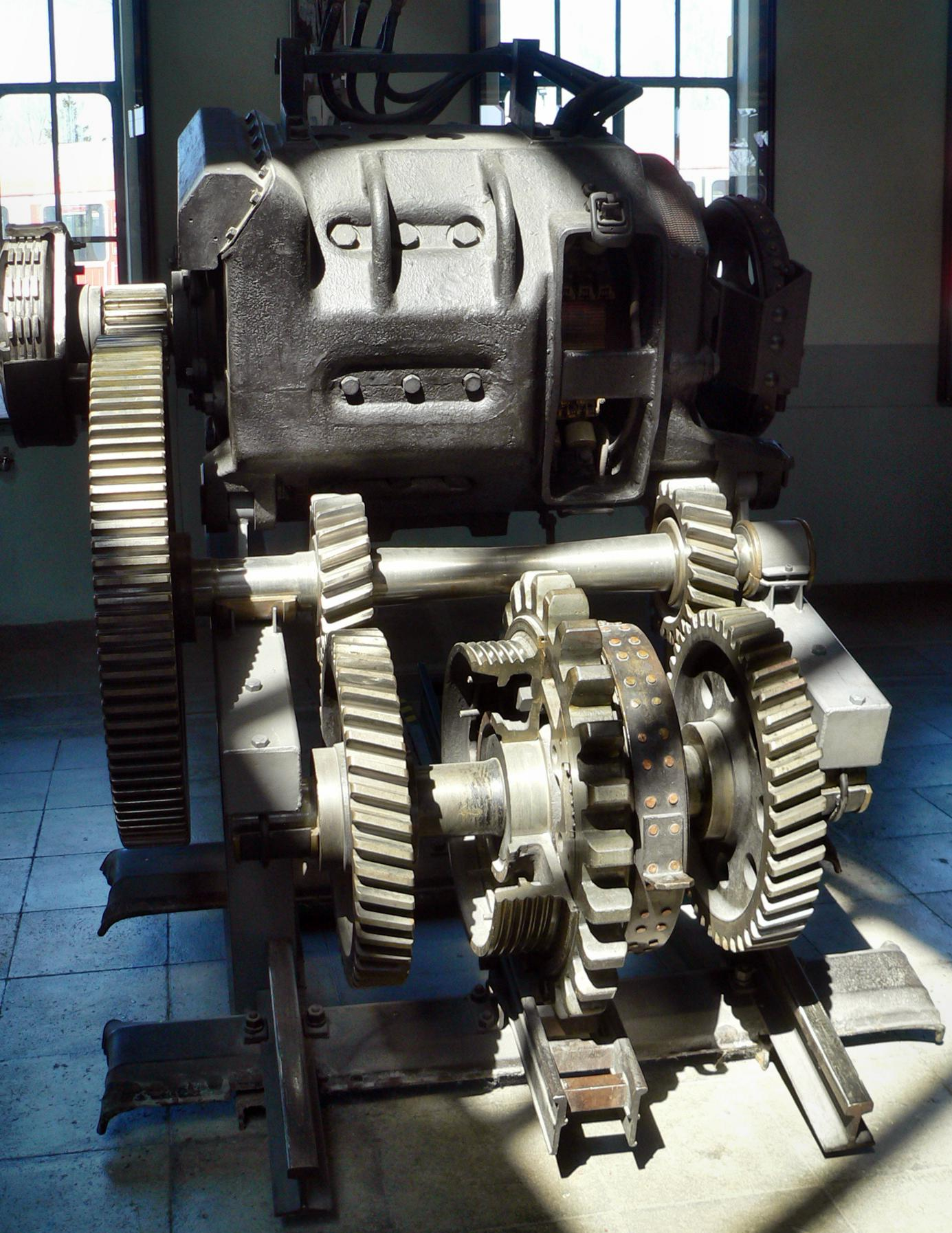
Soukolí s hnaným ozubnicovým kolem pro Riggenbachovu ozubnici

### Strubova ozubnice
Strubova ozubnice je tvořena kolejnicí, v jejíž hlavě jsou vyfrézovány zuby. Vozidlo bylo opatřeno háky zasahujícími pod hlavu této kolejnice a bránícími vyšplhání kola na zuby. Tvůrcem je Emil Strub, švýcarský inženýr, konstruktér a vynálezce, který začínal v dílnách v Aarau pod vedením Niklause Riggenbacha. Roku 1896 vyhrál se svojí ozubnicí soutěž o nejlepší řešení dráhy na Jungfrau. Pokud má Riggenbachova a Strubova ozubnice stejný modul ozubení, je možno tyto ozubnice kombinovat. Toho se využívá při řešení výhybek.

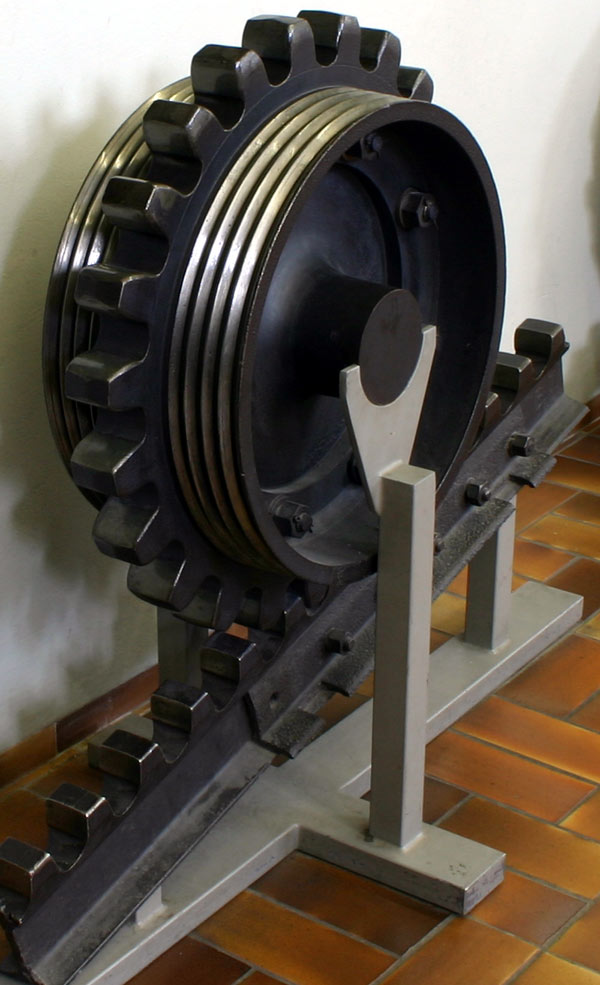
Strubova ozubnice

### Abtova ozubnice
Abtova ozubnice jednoduchá, dvojitá, trojitá. Jeden, dva nebo tři pásy ozubených lamel tvoří ozubnici. Vícelamelová ozubnice má výhodu v plynulejším záběru a zjednodušení výhybek – obejdou se bez pohyblivé ozubnice v oblasti jazyků a bez pohyblivých kolejnic ve střední části. V místě jazyků se hřebeny rozejdou do různých směrů, druhý hřeben se v dostatečné vzdálenosti připojí. Ve střední části se jednoduché hřebeny přimknou ke kolejnici, takže ozubené kolo překříží kolejnici tak, že záběr přejde plynule z jednoho ozubení na druhé. Autorem je Carl Roman Abt, švýcarský strojní inženýr, vynálezce a podnikatel, systém si nechal patentovat v roce 1882.

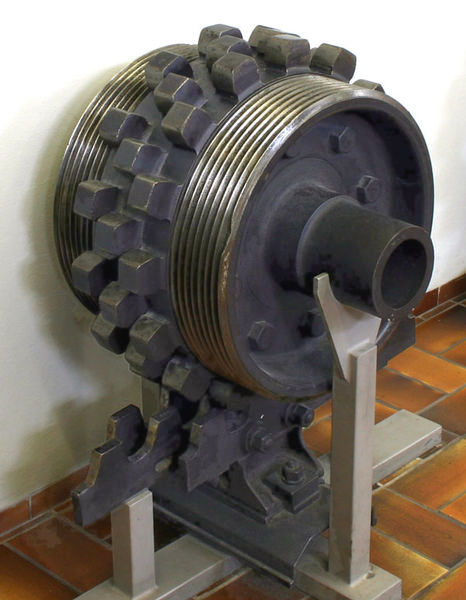
Systém Abt
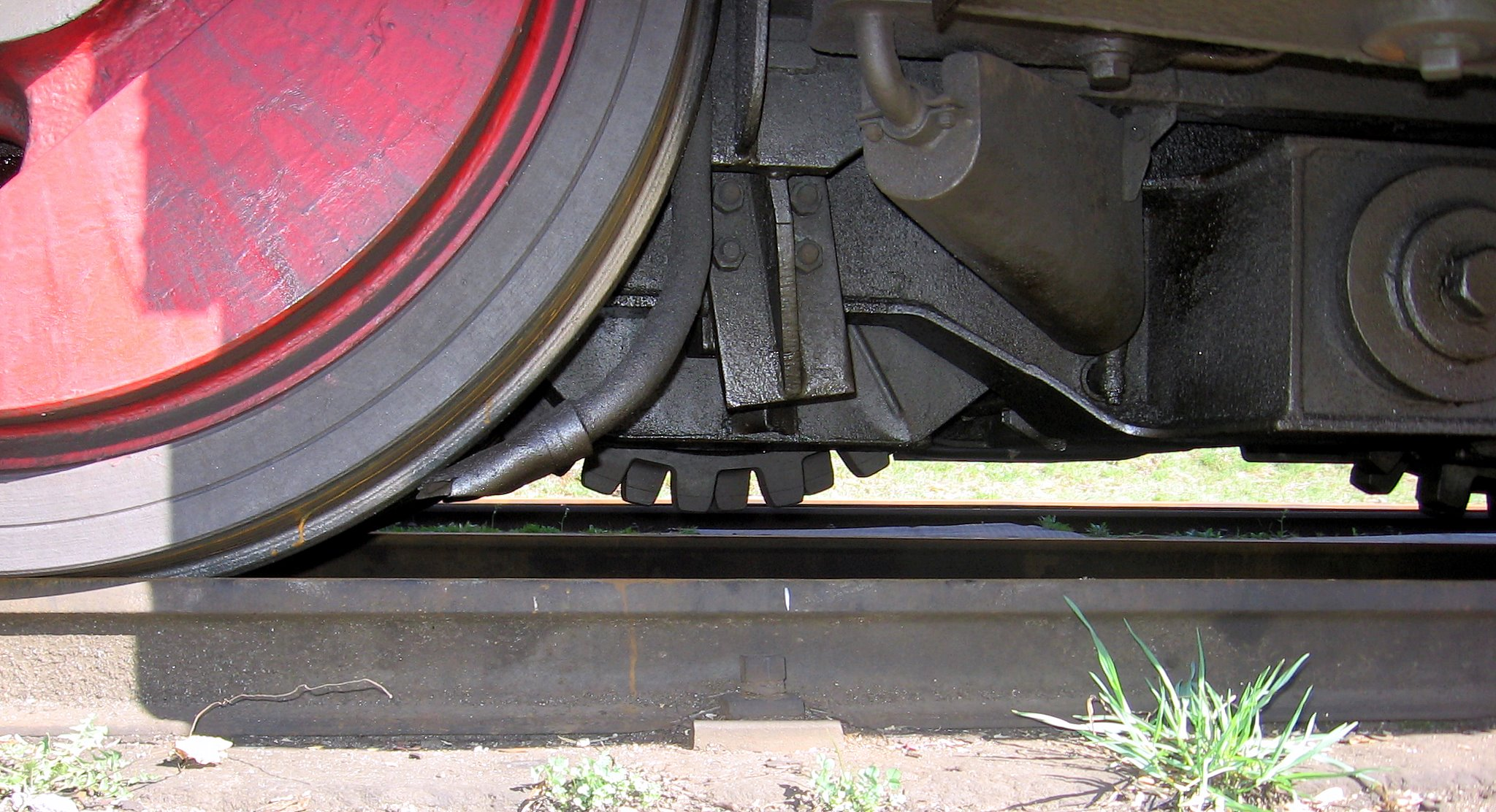
Detail ozubeného kola soukolí pro Abtovu ozubnici
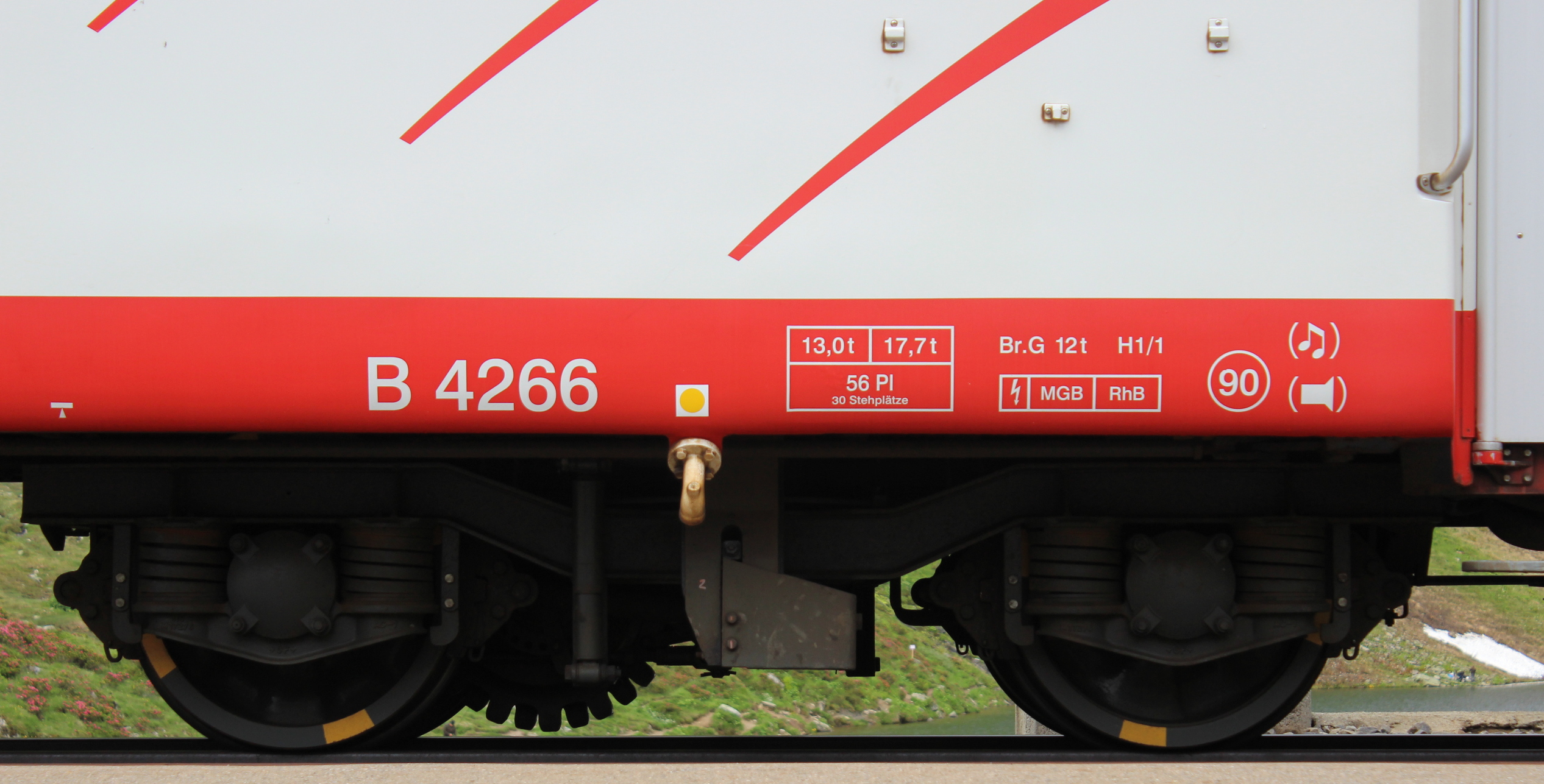
Běžný podvozek osobního vozu vybavený kolem ozubnicové brzdy

### Locherova ozubnice
Pro dráhu na Pilatus (Pilatusbahn) vytvořil švýcarský inženýr, vynálezce a podnikatel v oboru stavby železnic Eduard Locher, Dr. h. c. ozubnici s oboustranným, vodorovně orientovaným hřebenem. Tento systém byl použit z důvodu zajištění bezpečnosti záběru ozubených kol na trati o výjimečném sklonu – až 480 ‰. Jelikož u Locherova systému, na rozdíl od všech ostatních systémů, působí síly mezi ozubenými koly a hřebenem v rovině koleje a navíc výslednice silového působení se díky symetrii záběru nachází v ose ozubeného hřebene, nehrozí zde nebezpečí vyšplhání ozubeného kola ze záběru. Ozubená kola jsou pro zvýšení bezpečnosti ze spodní strany opatřena ocelovými disky, které uzamykají ozubené kolo v hřebeni proti vysmeknutí při bočním větru. Systém se dále nerozšířil, zejména z důvodu složitosti výhybek, které jsou realizovány jako přetáčecí, anebo jsou nahrazeny přesuvnami.

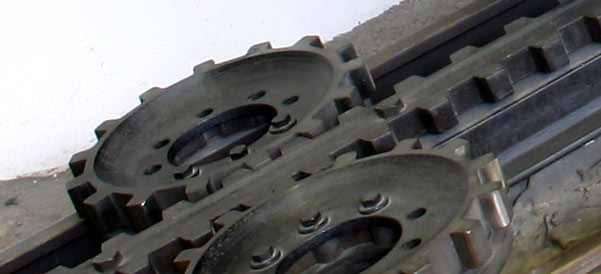
boční pohled
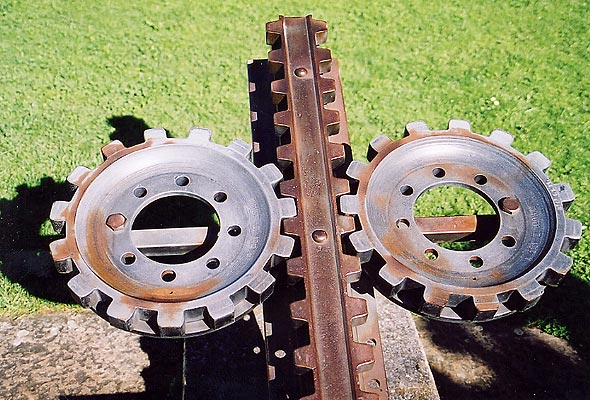
čelní pohled

## Výhybky a křížení

### Riggenbachova ozubnice
Výhybky pro Riggenbachovu ozubnici je možno spatřit ve dvou provedeních:
- S průběžným Riggenbachovým hřebenem (viz foto z Rigi Staffel).
- S přerušeným hřebenem, kde je v části výhybky změněn na Strubův hřeben (viz foto z Wilderswilu), na fotografii je vidět, že Riggenbachův hřeben je ukončen na hranici výhybky. Konstrukce tohoto typu výhybky je odlišná. Ve střední části výhybky se nepřestavují části hřebene zároveň s kolejnicemi, ale kolejnice jsou pevné a hřeben je v místě křížení s kolejnicí podélně rozdělen nad hlavou kolejnice. V nepojížděném směru se části hřebene odklopí, aby umožnily průjezd kola. Konstrukci Riggenbachovy a Strubovy ozubnice je možno kombinovat, pokud ozubení mají stejný modul.

Pro přestavění jazyků výhybky a hřebene se používá přestavník s rozvětveným táhlem, kdy jedno táhlo ovládá jazyky kolejnic a druhé táhlo ovládá přestavení hřebenu na srdcovce.

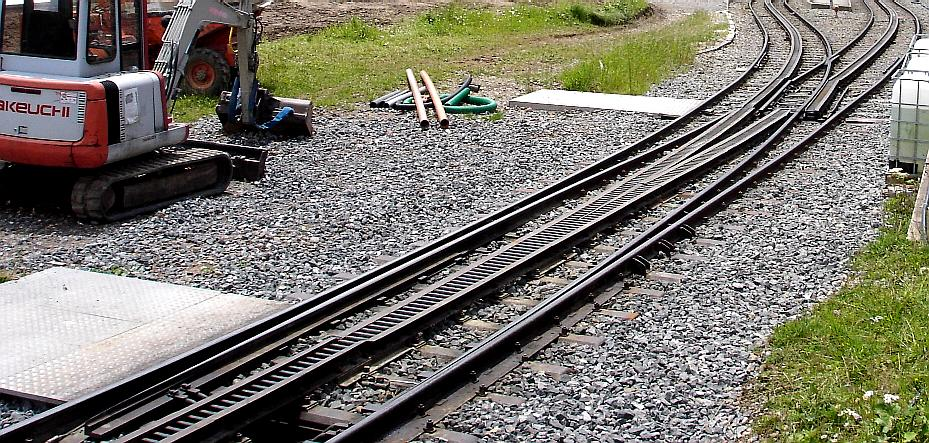
Výhybka pro Riggenbachovu ozubnici. (Švýcarsko, Rigi Staffel)
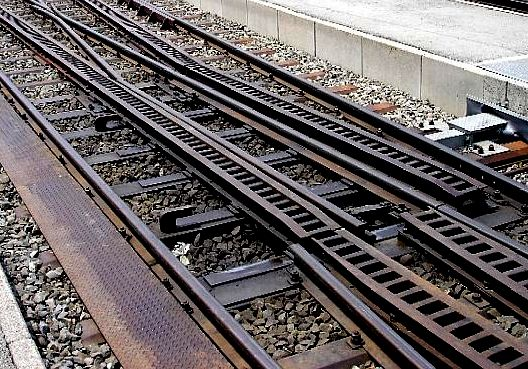
Výhybka pro Riggenbachovu ozubnici, detail pohyblivé střední části výhybky. (Švýcarsko, Rigi Staffel)
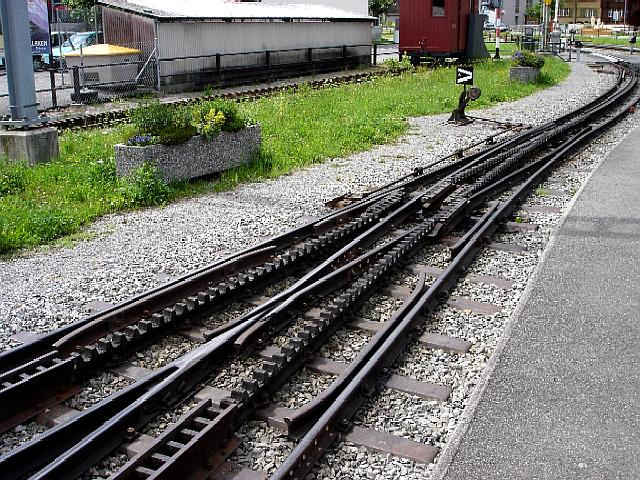
Výhybka s ozubnicí Strub vložená do dráhy s Riggenbachovou ozubnicí. (Švýcarsko, Wilderswil)
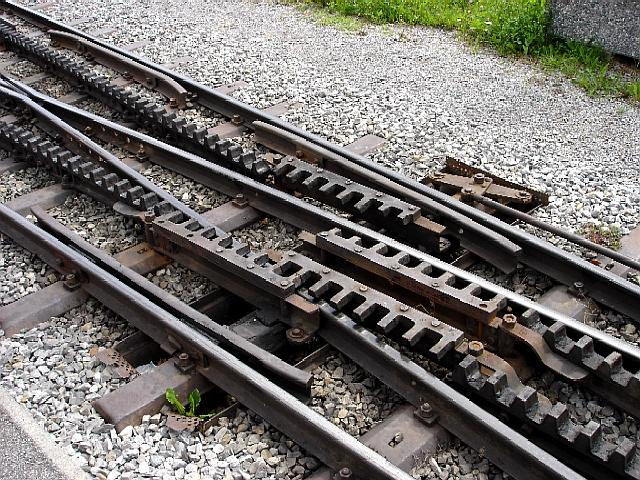
Detail střední části výhybky z předchozho obrázku. (Švýcarsko, Wilderswil)
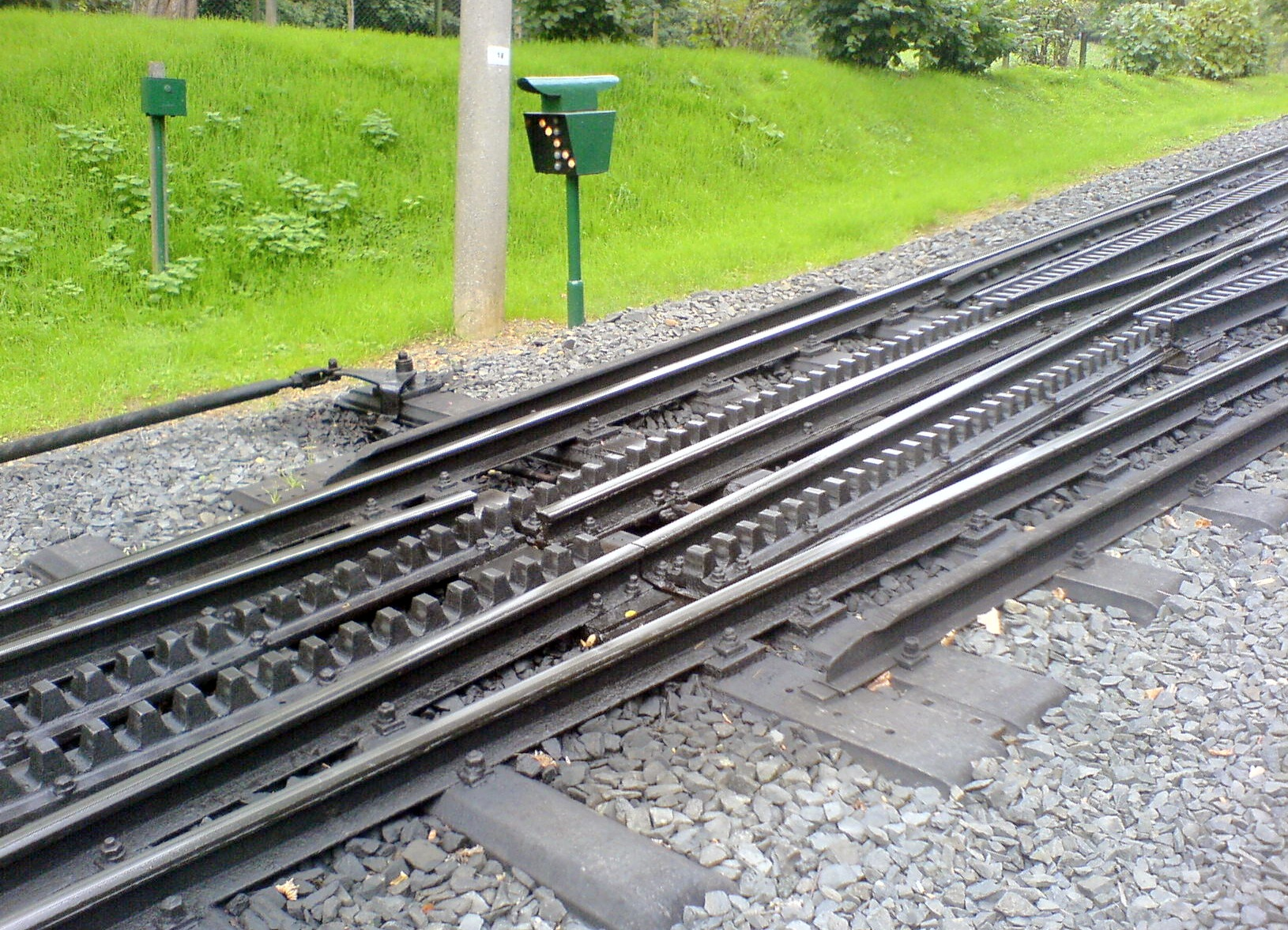
Detail střední části výhybky nebo křížení s návěstidlem

### Strubova ozubnice
Pro přestavění jazyků výhybky a hřebene se používá přestavník s rozvětveným táhlem, kdy jedno táhlo ovládá jazyky kolejnic a druhé táhlo ovládá přestavení hřebenu na srdcovce.
Pro řešení kolejového křížení se používá otočný hřeben, uložený ve středu křížení (viz foto z Grund Grindelwaldu).

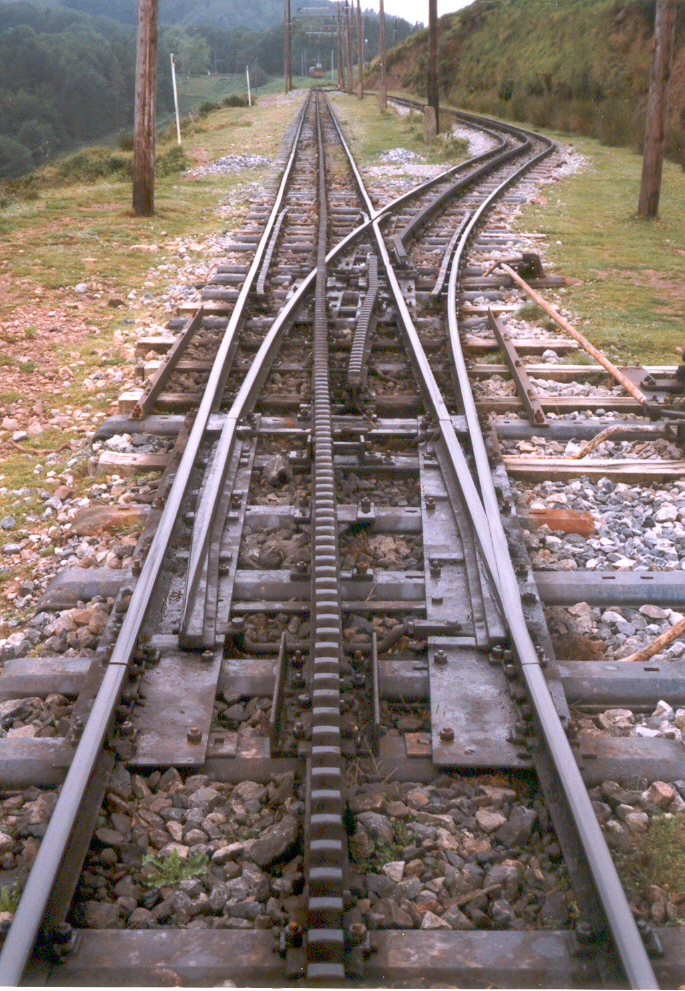
Ozubnicová výhybka dráhy na La Rhune se Strubovou ozubnicí v poloze přímo.
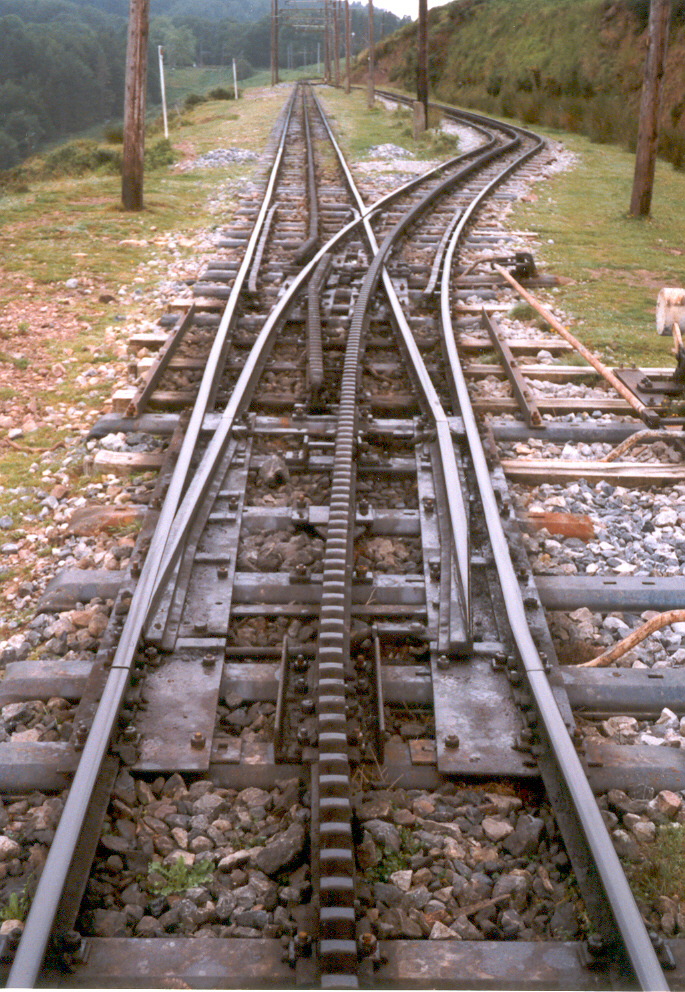
Tatáž výhybka v poloze do odbočky.
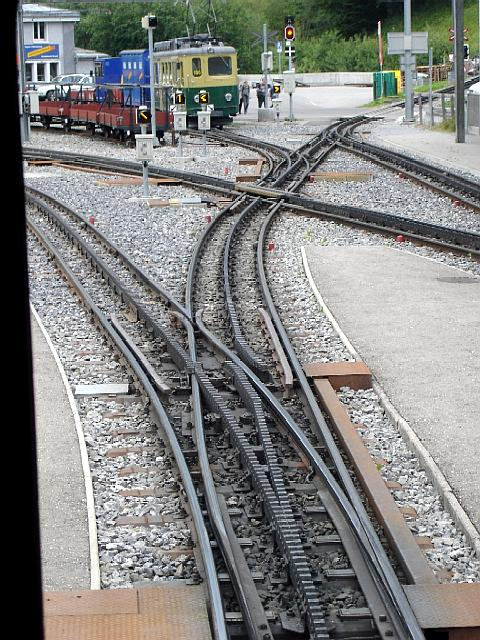
Výhybka a křížení Strubovy ozubnice. (Švýcarsko, Grund Grindelwald)

### Abtova ozubnice
Na kolejích Abtova dvouhřebenového systému v menším sklonu se užívá jednodušší typ výhybky, na níž v místě přerušení jednoho hřebenu je v záběru ozubené kolo na druhém hřebeni. Ve větším sklonu se používá výhybka, v níž při přestavení dochází k přesunu dílů tak, že dvojitý hřeben i kolejnice pro daný směr pokračují bez přerušení. Pro tyto výhybky se někdy používá označení Abtovy výhybky, které však častěji označuje výhybky pro pozemní lanové dráhy.
Výhybky jednoduššího provedení byly do roku 1996 i v Dolním Polubném na někdejší ozubnicové dráze Tanvald–Kořenov–Harrachov. Dvouhřebenové výhybky jsou například ve stanici Queralbs zubačky ve Vall de Núria ve španělských Pyrenejích.
Pro přestavení jazyků výhybky a hřebene se používá přestavník s rozvětveným táhlem, kdy jedno táhlo ovládá jazyky kolejnic a druhé táhlo ovládá přestavení hřebenu na srdcovce.

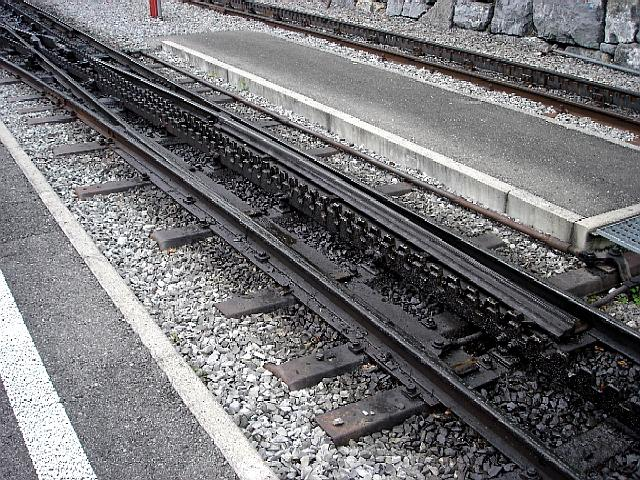
Výhybka pro Abtovu ozubnici (Švýcarsko, Brienz)
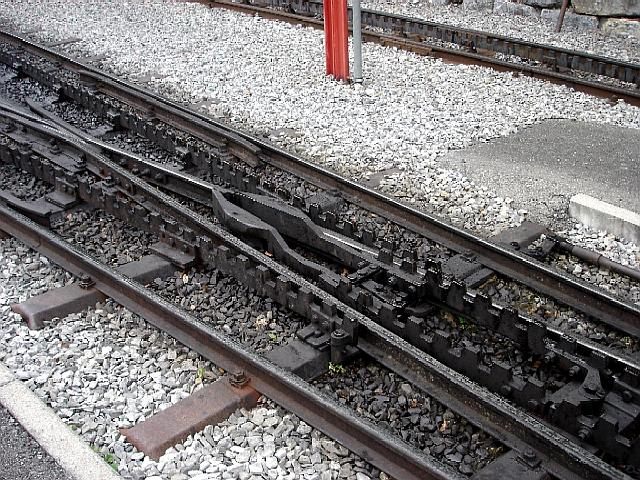
Výhybka pro Abtovu ozubnici, detail srdcovky (Švýcarsko, Brienz)

### Locherova ozubnice
Vzhledem ke konstrukci ozubnice je technicky náročné konstruovat výhybky jako u ostatních výhybek pro ozubnici. Příkladem řešení výhybek pro Locherovu ozubnici je konstrukce „přetáčecí“ výhybky – otočením okolo podélné osy se „vymění“ celý kus obloukové koleje (odbočka vlevo-vpravo), případně se pro přesun jednoho stroje používají přesuvny. Z principu funkce však umožňují průjezd soupravy pouze v jednom směru tratě.

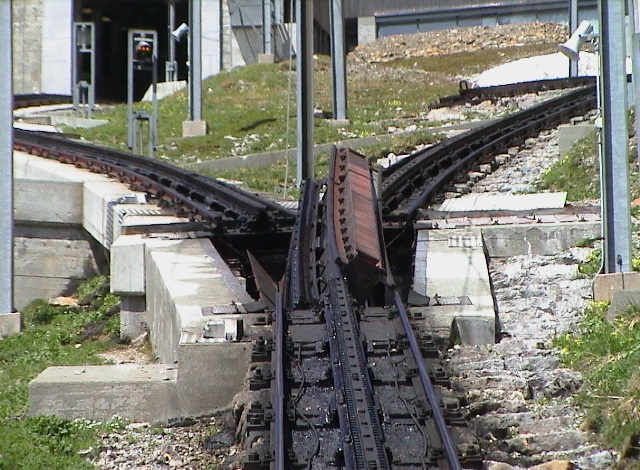
Přetáčecí výhybka Locherovy ozubnice (Švýcarsko, Pilatus)
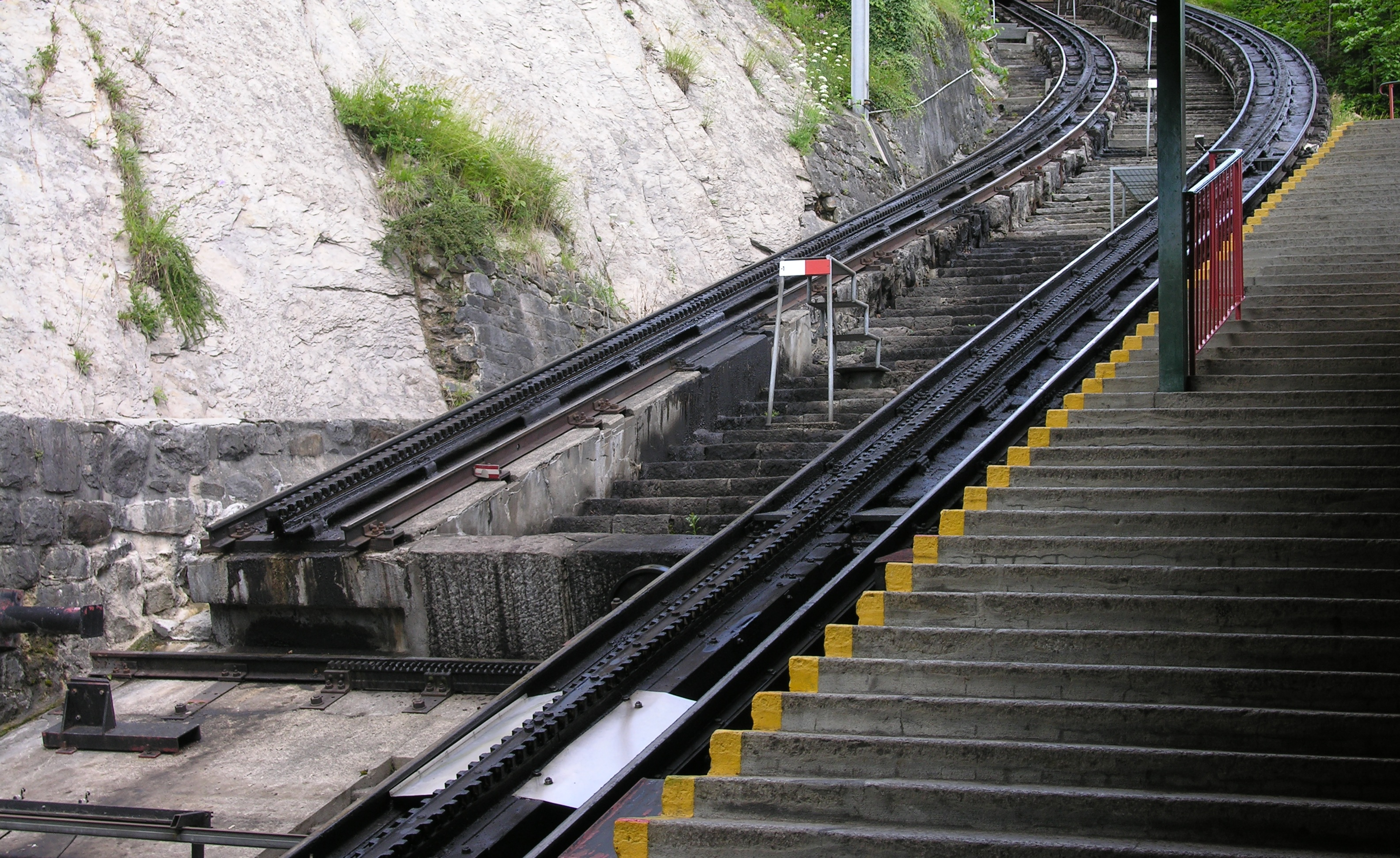
Přesuvna Locherovy ozubnice (Švýcarsko, Pilatus)

## Navedení ozubeného kola do ozubnice
Vzhledem k tomu, že ozubnici není nutno využívat na celé délce trati, ale pouze v úsecích s velkým stoupáním, vzniká problém, jakým způsobem zajistit navedení ozubeného kola do ozubnice při najíždění trakčního vozidla (resp. celého vlaku, jsou-li tažená vozidla vybavena ozubnicovou brzdou) na traťový úsek s ozubnicí. Při opuštění traťového úseku s ozubnicí není tato situace kritická, protože ozubené kolo volně „vyběhne“ z ozubnice.

### Strubova ozubnice
Příklad volného náběhu Strubovy ozubnice ukazuje stav opotřebení náběhu ozubnice bez zajištění synchronního navedení ozubeného kola do hřebenu.

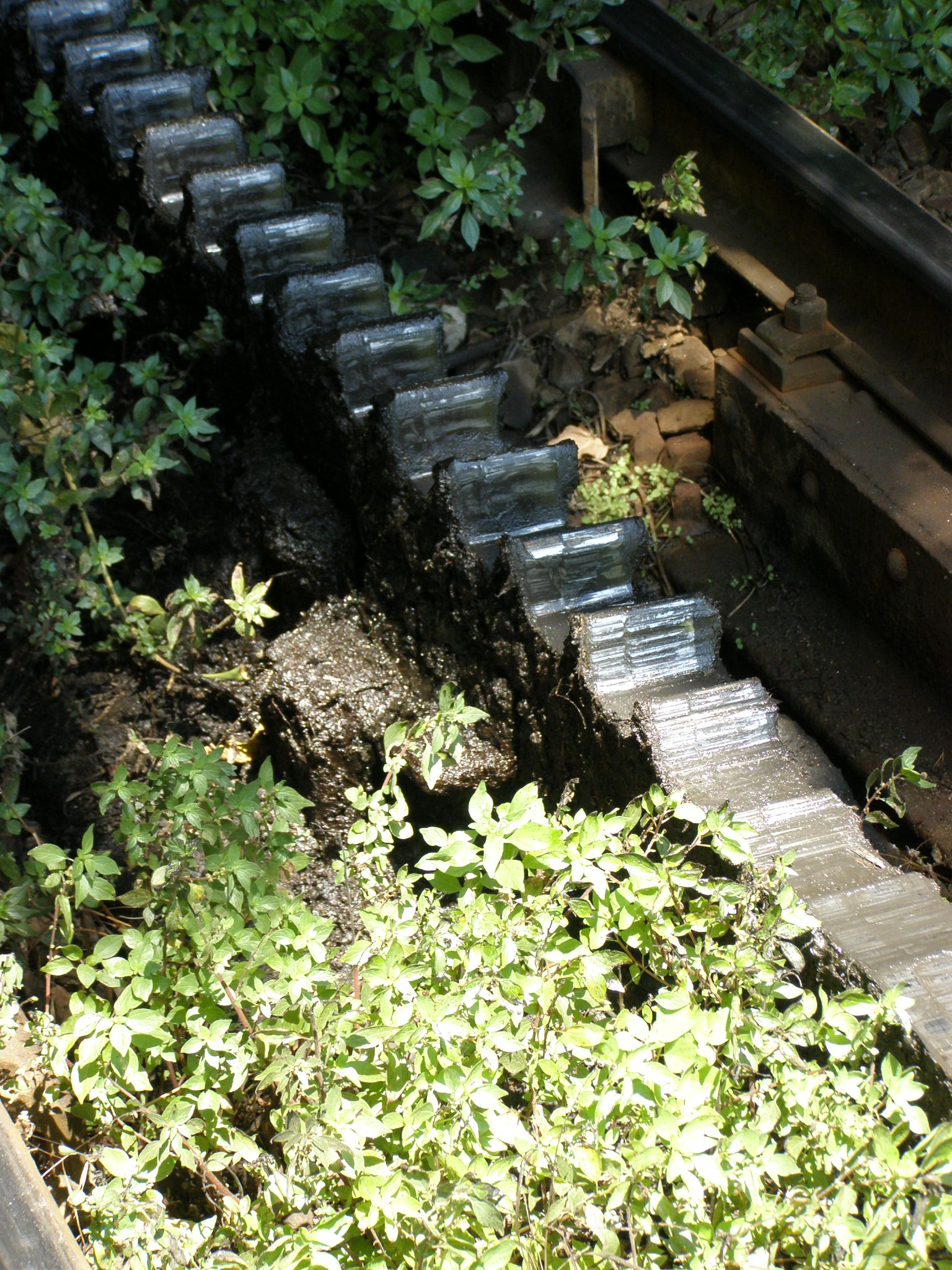
Volný náběh Strubovy ozubnice

### Abtova ozubnice

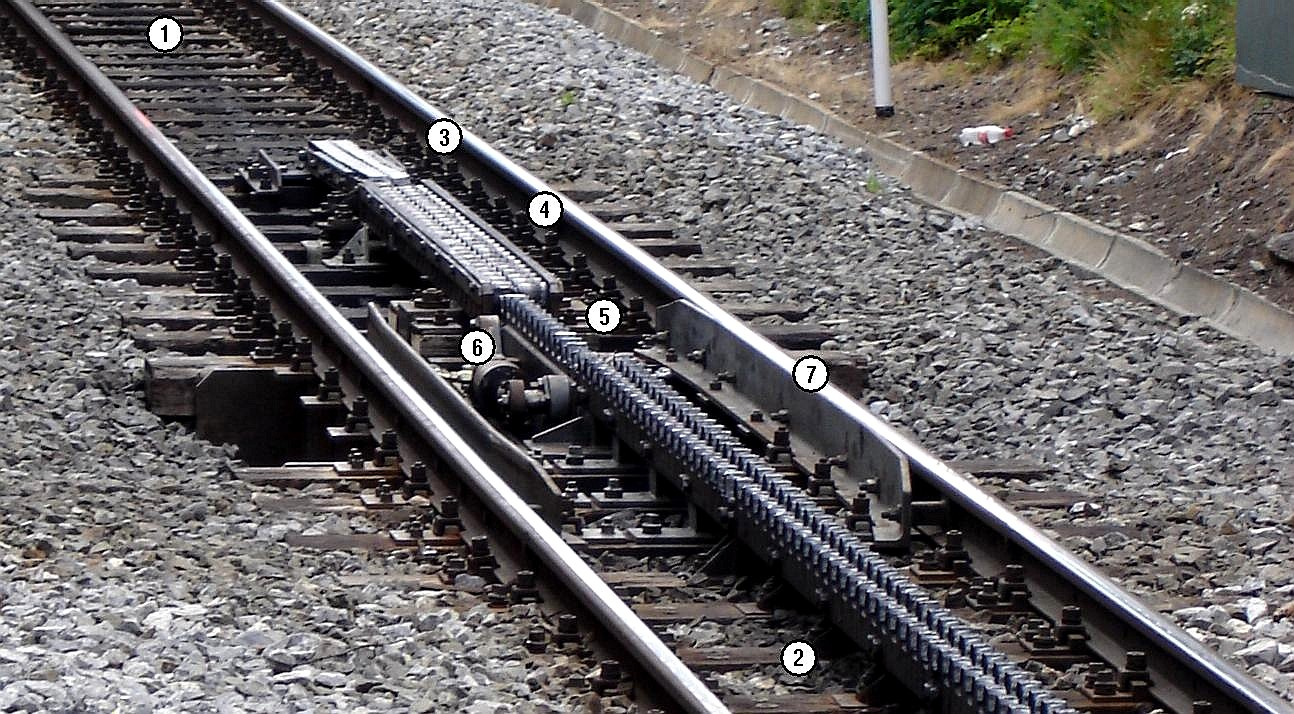
Automatizované navedení ozubeného kola do ozubnice
1 – traťový úsek bez ozubnice
2 – traťový úsek s ozubnicí
3 – náběžný můstek
4 – můstek s volně otočnými rolnami
5 – náběžný zvedací hřeben
6 – pneumatický píst zvedání hřebene
7 – přídržnice

Na obrázku vpravo je zobrazen mechanismus navádění ozubeného kola do ozubnice ve Švýcarsku, na trati z Vispu do Zermattu, společnosti BVZ Zermatt-Bahn, kde je používán dvouřadý Abtův ozubnicový systém.

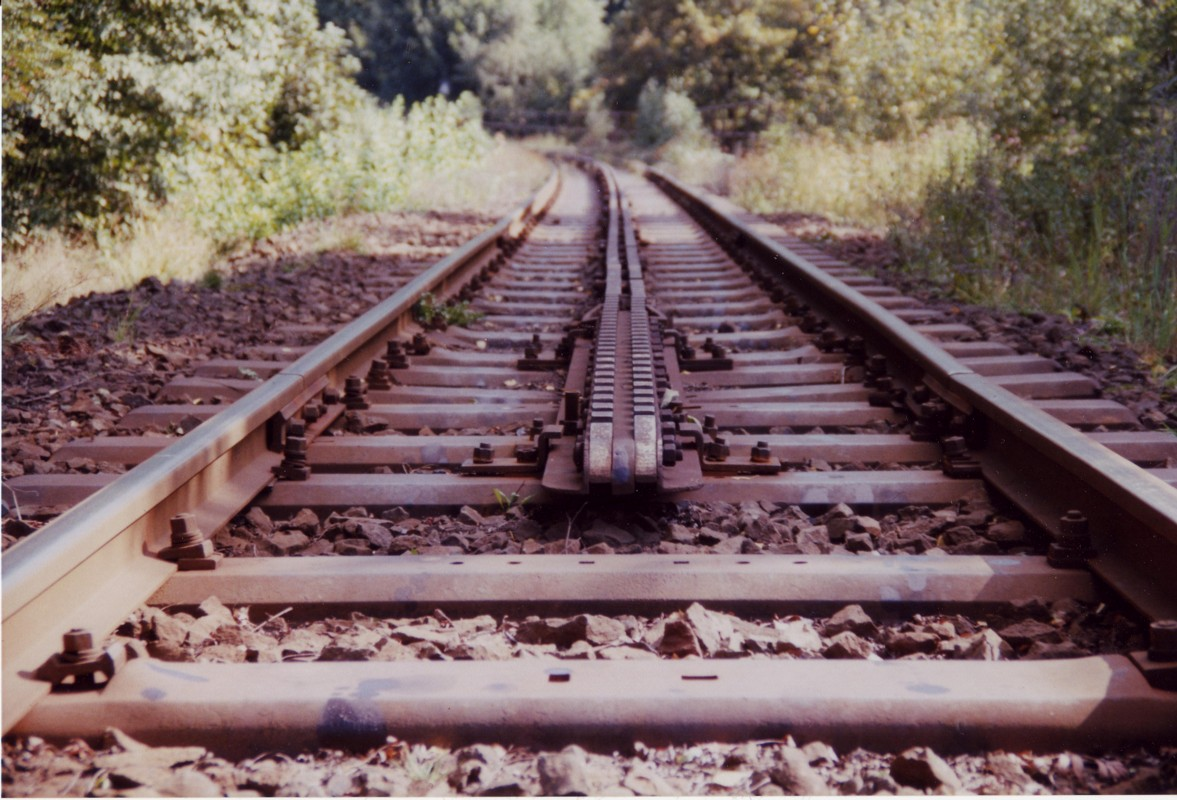
Náběh Abtovy ozubnice, Tanvald-Kořenov
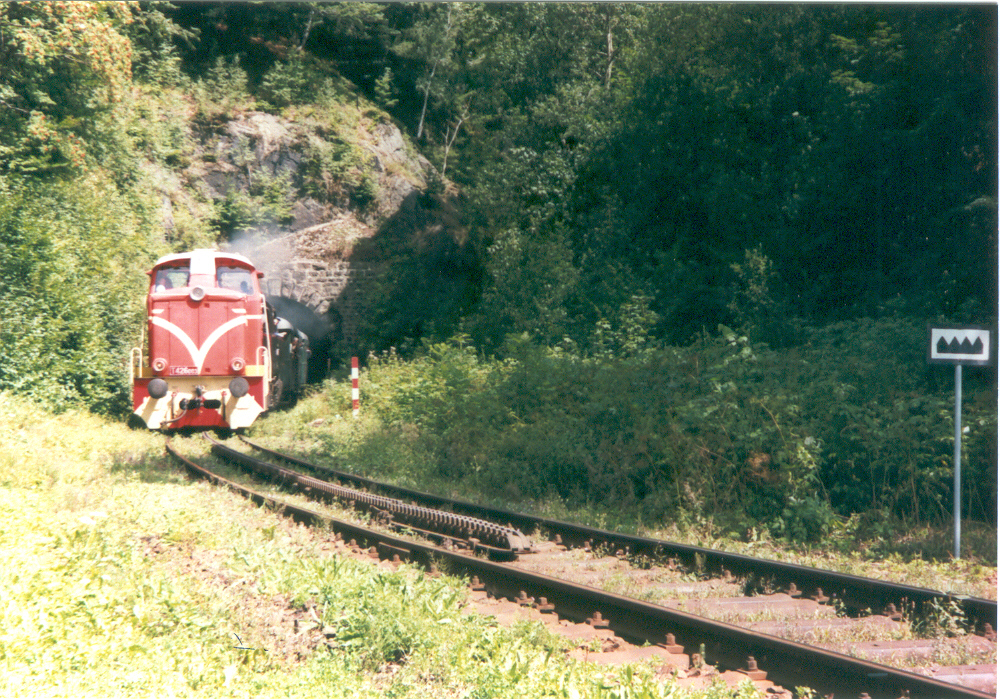
Začátek ozubnice v Tanvaldě s lokomotivou T 426.003
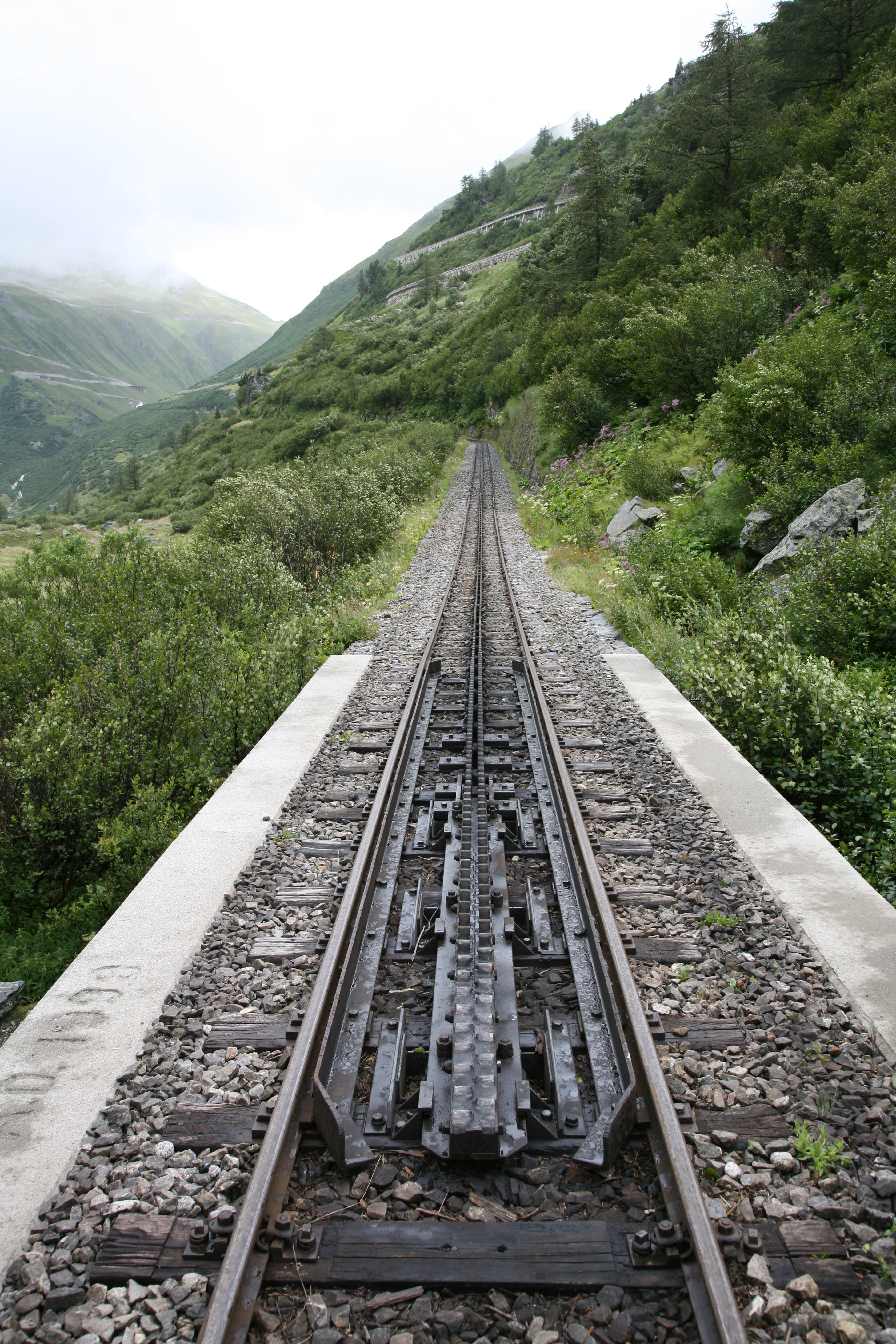
Náběh Abtovy ozubnice, Švýcarsko, Furka

## Zajímavosti
- Na konci 19. století byl v Praze vypracován projekt ozubnicové tramvaje, která by projížděla Nerudovou ulicí na Malé Straně. Projekt ale nakonec nebyl realizován.